# زوبیرین
زوبیرین (انگلیسی: Zubiarraín; ۲۲ سپتامبر ۱۹۴۵ – ۱ ژوئن ۱۹۹۳) بازیکن فوتبال اهل اسپانیا بود.
از باشگاه‌هایی که در آن بازی کرده‌است می‌توان به باشگاه فوتبال اتلتیکو مادرید و باشگاه فوتبال رئال سوسیداد اشاره کرد.